# Maria Barbara Piechowiak
Maria Barbara Piechowiak, de domo Antczak primo voto Topolska (ur. 21 maja 1938 w Koźminku) – polska historyczka.

## Życiorys
Absolwentka studiów historycznych na Uniwersytecie im. Adama Mickiewicza w Poznaniu (UAM). Uczennica Henryka Łowmiańskiego. Doktorat w 1966, habilitacja w 1984 na UAM. Tytuł naukowy profesora w 2003. W latach 1978–2004 pracowniczka naukowa w Zakładzie Badań Polonijnych (następnie Narodowościowych PAN w Poznaniu).
Od 1997 profesor nadzwyczajna w Wyższej Szkole Pedagogicznej w Zielonej Górze, a następnie od 2003 profesor zwyczajna na Uniwersytecie Zielonogórskim. Wypromowała pięć prac doktorskich. Od 2011 na emeryturze.
Jej zainteresowania naukowe obejmują: udział narodów i narodowości w procesach przemian cywilizacyjnych na wzór zachodni w XV–XX w. na ziemiach litewskich, białoruskich i ukraińskich; rolę Polaków i polskości w Wielkim Księstwie Litewskim, na ziemiach ruskich, Korony i w zaborze rosyjskim oraz austriackim (XVI–XX w.); zasługi uchodźstwa polskiego po 1945 w krzewieniu polskiej nauki i kultury w środowiskach emigracyjnych i w krajach osiedlenia.

## Życie prywatne
Jej pierwszym mężem – w latach 1962–1973 – był Jerzy Topolski, a drugim Alfred Piechowiak (w latach 1986–2004).

## Wyróżnienia
- Srebrny Krzyż Zasługi (1984)
- Krzyż Kawalerski Orderu Odrodzenia Polski (2001)
- Dyplom Uznania Światowej Rady Badań nad Polonią – za utrwalanie dziedzictwa Polonii w świecie (2003)

## Członkostwo w organizacjach naukowych
- Wspólnota Polska Oddział w Poznaniu (od 1978)
- Polskie Towarzystwo Historyczne
- Komitet Badań Polonii PAN w Warszawie (1978–2010)
- Światowa Rada Badań nad Polonią (założycielka i wiceprezes 2008–2011)
- Business Professional Women's Club (klub East-West w Poznaniu, czł. założycielka od 1990)

## Publikacje
- Jakub Ostroróg. Jego udział w reformacji i ruchu egzekucyjnym XVI w., Poznań 1962.
- Dobra szkłowskie na Białorusi Wschodniej w XVII i XVIII wieku,  Warszawa  1969.
- Czytelnik i książka w Wielkim Księstwie Litewskim w dobie Renesansu i Baroku, Wrocław 1984.
- Społeczeństwo i kultura w Wielkim Księstwie Litewskim od XV do XVIII wieku, Poznań-Zielona Góra 2002 (Nagroda indywidualna MEN)
- Polonia w Wielkiej Brytanii [w:] Polska Emigracja, red. A. Paczkowski, B. Puszczewicz, Warszawa 1990.
- Przemiany zachodnioeuropejskiego pogranicza kulturowego pomiędzy Bugiem a Dżwiną i Dnieprem (polsko-litewsko-białorusko-ukraińskie losy od XV–XX wieku), Uniwersytet Zielona Góra 2009.
- Mniejszości religijne i etniczne w I RP przed rozbiorami, [w:] The Polish cultural and scientific Heritage at the Dawn of the third Millennium, London 2002, tłumaczenie na polski, Toruń 2012.
- "Historia wspólna czy rozdzielna". Polacy, Litwini, Białorusini, Ukraińcy w ich dziejowym stosunku (XV–XX w.), Oficyna Wydawnicza Kucharski, Toruń 2015.